# Grenade
«Grenade» (рус. Граната) — второй сольный сингл Бруно Марса с его дебютного студийного альбома Doo-Wops & Hooligans. Он возглавил многие чарты в мире, включая Великобританию (UK Singles Chart), США (Billboard Hot 100), Австралию, Канаду, Ирландию, Новую Зеландию, Польшу и другие.
«Grenade» был номинирован на несколько премий «Грэмми» (2012), включая престижные Лучшая запись года, Песня года и Лучшее сольное поп-исполнение.

## История
Критические отзывы и рецензии были в основном положительные, отмечались сильный вокал и эмоциональная лирика песни, закрепляющие статус Бруно Марса как одного из главных открытий года. Сингл «Grenade» сравнивали с песней «Dirty Diana» Майкла Джексона и песнями Джейсона Мраза.
Другие критики утверждали, что сингл «Grenade» напоминает творчество Канье Уэста, Шакиры. Также, критики называют «Grenade» «мрачной» и «темной» песней.
Сингл «Grenade» попал на первую строчку Billboard Hot 100, в США было продано 4,4 миллиона цифровых копий. «Grenade» возглавлял чарты в Австралии, в Канаде, в Ирландии, в Новой Зеландии, а также в Великобритании и в США. Видеоклип вышел 19 ноября, в котором, Бруно Марс тащит по Лос-Анджелесу пианино.

## Видеоклип
Музыкальное видео было выпущено 19 ноября 2010 года на MTV и MTV.com. В нём Бруно Марс тащит за верёвку тяжёлое пианино, чтобы доставить его к дому любимой девушки. Вместе с инструментом он несколько раз проходит по проезжей части и мимо приставших к нему хулиганов, совершая долгий путь. Наконец, он подходит к дому девушки и видит в окне, как её обнимает другой мужчина. Он разворачивается и вместе с пианино идёт обратно. Снова проходит по проезжей части, а потом оказывается около железнодорожных путей. Там он останавливается и начинает играть на пианино. Видео заканчивается тем, как к нему приближается поезд.

## Список композиций
- Digital download[26]

1. «Grenade» — 3:42

- German CD single[27]

1. «Grenade» — 3:42
2. «Just the Way You Are» (Carl Louis & Martin Danielle Classic Mix) — 5:17

- The Grenade Sessions EP[28]

1. «Grenade» — 3:42
2. «Grenade» (The Hooligans Remix) — 3:30
3. «Grenade» (Passion Pit Remix) — 6:10
4. «Grenade» (acoustic) — 4:09
5. «Grenade» (music video) — 3:40

## Чарты и сертификация
| Чарт (2010-12)                      | Высшая позиция |
| ----------------------------------- | -------------- |
| Австралия (ARIA)                    | 1              |
| Австрия (Ö3 Austria Top 40)         | 2              |
| Бельгия/Фландрия (Ultratop 50)      | 3              |
| Бельгия/Валлония (Ultratop 50)      | 6              |
| Канада (Billboard Canadian Hot 100) | 1              |
| Чехия (Rádio — Top 100)             | 1              |
| Дания (Tracklisten)                 | 1              |
| Франция (SNEP)                      | 7              |
| Финляндия (Suomen virallinen lista) | 3              |
| Германия (GfK)                      | 1              |
| German Airplay Chart                | 1              |
| Венгрия (Rádiós Top 40)             | 4              |
| Венгрия (Single Top 40)             | 4              |
| Ирландия (IRMA)                     | 1              |
| Италия (FIMI)                       | 8              |
| Нидерланды (Dutch Top 40)           | 1              |
| Новая Зеландия (Recorded Music NZ)  | 1              |
| Норвегия (VG-lista)                 | 1              |
| Польша (Polish Airplay Top 100)     | 1              |
| Шотландия (OCC Scotland)            | 1              |
| Словакия (Rádio — Top 100)          | 3              |
| Испания (PROMUSICAE)                | 21             |
| (Airplay Chart)                     | 7              |
| Швеция (Sverigetopplistan)          | 1              |
| Швейцария (Schweizer Hitparade)     | 1              |
| Великобритания (OCC UK Singles)     | 1              |
| США (Billboard Hot 100)             | 1              |
| США (Billboard Adult Contemporary)  | 11             |
| США (Billboard Adult Pop Airplay)   | 3              |
| США (Billboard Pop Airplay)         | 1              |

| Чарт (2010)              | Позиция |
| ------------------------ | ------- |
| Australian Singles Chart | 32      |
| Dutch Singles Chart      | 188     |

| Чарт (2011)                       | позиция |
| --------------------------------- | ------- |
| Australian Singles Chart          | 21      |
| Austrian Singles Chart            | 11      |
| Canadian Hot 100                  | 7       |
| Danish Singles Chart              | 4       |
| German Singles Chart              | 3       |
| Hungarian Airplay Chart           | 10      |
| Netherlands (Mega Single Top 100) | 9       |
| New Zealand Singles Chart         | 20      |
| Swiss Singles Chart               | 5       |
| UK Singles Chart                  | 6       |
| US Billboard Hot 100              | 6       |
| US Pop Songs                      | 6       |

| Регион | Сертификация  | Продажи    |
| --- | ------------- | ---------- |
| Австралия (ARIA) | 7× Платиновый | 490 000    |
| Австрия (IFPI Austria) | Платиновый    | 30 000*    |
| Бельгия (BEA) | Золотой       | 15 000*    |
| Канада (Music Canada) | 6× Платиновый | 480 000*   |
| Дания (IFPI Danmark) | 3× Платиновый | 270 000    |
| Франция (SNEP) | Платиновый    | 200 000    |
| Германия (BVMI) | 3× Золотой    | 450 000^   |
| Италия (FIMI) | Платиновый    | 30 000*    |
| Мексика (AMPROFON) | Золотой       | 30 000*    |
| Новая Зеландия (RMNZ) | 2× Платиновый | 30 000*    |
| Испания (PROMUSICAE) | Платиновый    | 60 000     |
| Швейцария (IFPI Switzerland) | 3× Платиновый | 90 000^    |
| Великобритания (BPI) | 3× Платиновый | 1 800 000  |
| США (RIAA) | Бриллиантовый | 10 000 000 |
| Стриминг |               |            |
| Дания (IFPI Danmark) | Платиновый    | 100 000    |
| * Данные о продажах приведены только на основе сертификации. · ^ Данные о тиражах приведены только на основе сертификации. · Данные о продажах + прослушиваниях приведены только на основе сертификации. · Данные только о прослушиваниях приведены на основе сертификации. |               |            |